# Скляров Дмитро Сергійович
Дмитро́ Сергі́йович Скляро́в (27 липня 1983 — 20 січня 2015) — молодший сержант Збройних Сил України, учасник російсько-української війни. Один із «кіборгів».

## Короткий життєпис
У дитячому віці переїхав із сім'єю, пішов до школи в с. Журавне (Літинський район). Закінчив Ладижинський технікум механізації, здобувши спеціальність механіка-техніка.
Проходив строкову військову службу у 80-му окремому аеромобільному полку. У 2004 році, під час строкової служби, брав участь у миротворчій місії в Республіці Ірак.
У часі війни з серпня 2014-го — доброволець. 20 січня 2015-го зник безвісти після підриву російсько-терористичними угрупованнями другого поверху нового термінала Донецького аеропорту.
Упізнаний за експертизою ДНК 7 квітня 2015-го в Дніпропетровському морзі. Похований у селі Журавне Літинського району. Вдома лишилися батьки.

## Нагороди та вшанування
- Указом Президента України № 461/2015 від 31 липня 2015 року, «за особисту мужність і високий професіоналізм, виявлені у захисті державного суверенітету та територіальної цілісності України, вірність військовій присязі», нагороджений орденом Богдана Хмельницького III ступеня (посмертно)[1].
- Нагороджений нагрудним знаком «За оборону Донецького аеропорту» (посмертно).
- 19 лютого 2016 року в селі Журавне Літинського району на фасаді будівлі загальноосвітньої школи (вулиця Леніна, 29), де навчався Дмитро, йому відкрито меморіальну дошку.
- Вшановується в меморіальному комплексі «Зала пам'яті», в щоденному ранковому церемоніалі 20 січня[2][3].